# Anna Moissejewa

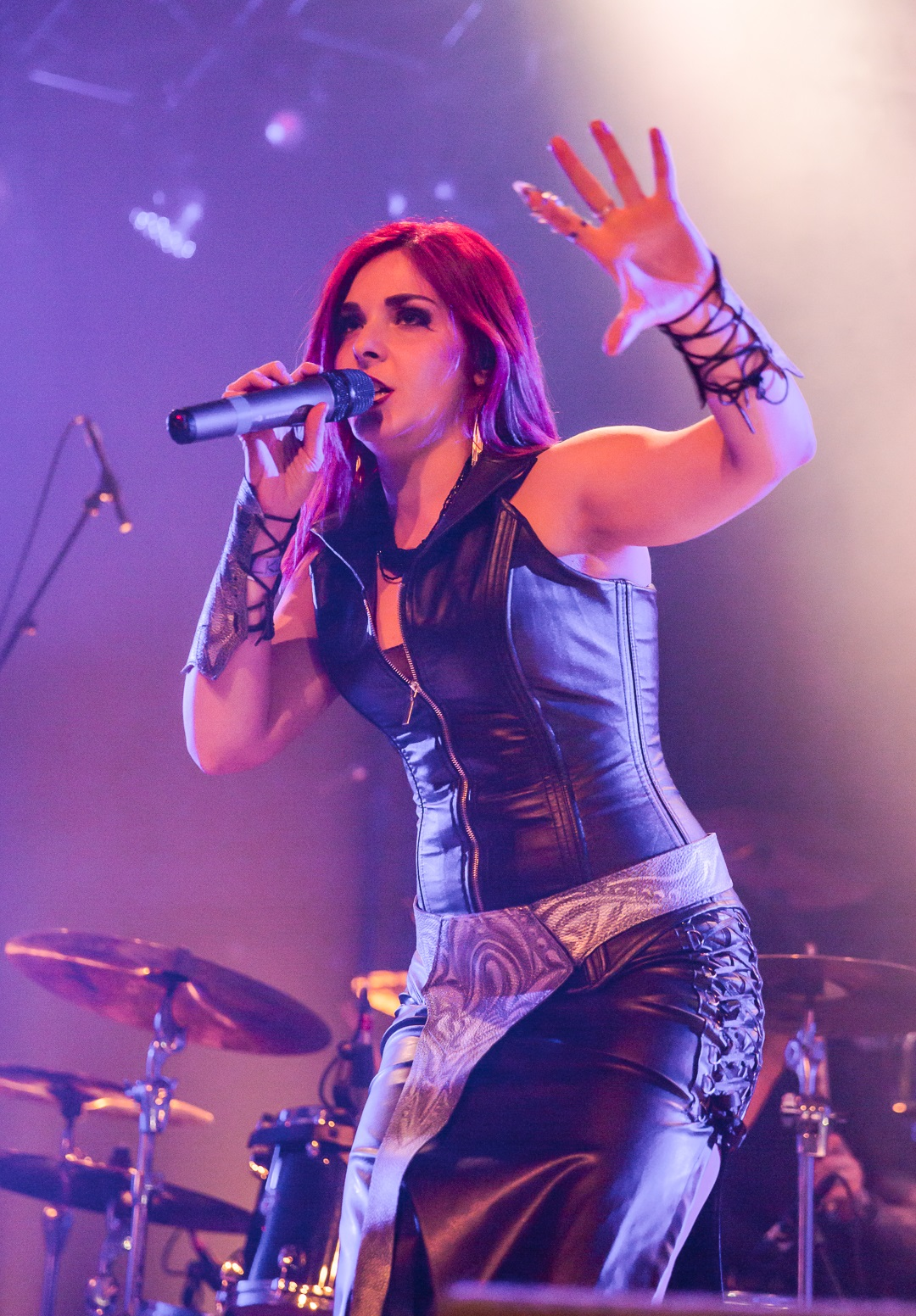
Anna Moissejewa bei einem Liveauftritt mit Imperial Age, 2018

Anna Moissejewa (russisch Анна Моисеева; * 7. Juni 1993 in Kaluga) ist eine russische Sängerin und Komponistin. Ihre Stimmlage ist Sopran.

## Leben
Geboren wurde Anna Moissejewa in der russischen Stadt Kaluga, etwa 200 Kilometer südwestlich von Moskau. Im Alter von acht Jahren begann sie mit dem Klavierspiel, mit neun Jahren erlernte sie die ersten Gesangstechniken.
Vom 12. Lebensjahr an interessierte sie sich zudem für Rock- und Metal-Musik, wobei sie sich insbesondere von Kamelot und Roy Khan inspirieren ließ. Mit 19 Jahren sang sie in ihrer ersten Band.
2015 machte sie ihren Abschluss an der S. I. Taneyev Musikhochschule in Kaluga. Danach besuchte sie die Russische Akademie für Theaterkunst in Moskau, ebenfalls mit erfolgreichem Abschluss im Jahr 2019. Zudem nahm sie an Talent- und Gesangswettbewerben wie der russischen TV-Show New Star (2015) teil. Darüber hinaus trat sie 2017 in einer Rockoper namens Melkor auf.

### Imperial Age (seit 2016)
Am 9. August 2016 schloss sich Moissejewa der russischen Symphonic-Metal-Band Imperial Age als Sopranistin an. Damit ersetzte sie die Sängerin Alexandra Sidorova, die die Band aus persönlichen Gründen verlassen hatte. Gemeinsam mit Alexander Osipov (Tenor) und Jane Odintsova (Mezzosopran) bildete sie das Gesangstrio innerhalb der Band. 2023 verließ sie die Band wieder.

### Als Solokünstlerin (seit 2019)
Parallel zu ihrem Engagement bei Imperial Age arbeitet Moissejewa seit dem 1. August 2019 an einer Solokarriere unter dem Pseudonym KiaRa. Die erste Single Loneliness wurde am 5. November 2019 veröffentlicht. Am 3. August 2020 erschien das erste Studioalbum mit dem Titel Storyteller. Das Album besteht aus insgesamt 13 Songs, die von Anna Moissejewa komponiert und hauptsächlich in englischer Sprache aufgenommen wurden. Die Songs Sacred Promise, Birth and Death, Curse und Loneliness gibt es zudem in russischer Version zu hören. Stilistisch ist Storyteller dem Symphonic Metal zuzuordnen.
Ihr erstes Konzert als Solokünstlerin gab sie am 18. Oktober 2020 in Moskau. Am 23. Januar 2021 wurde ein Konzert unter dem Titel Online Winter Show produziert; eine DVD von dem Auftritt erschien am 4. März 2021. Ein weiterer Liveauftritt folgte am 27. August 2021 auf dem Bloody News Online Festival in Rumänien. Das zweite Album Archangel wurde im September 2021 angekündigt und erschien am 14. Oktober 2022.

## Trivia
Moissejewa lebt in Moskau und ist seit 2018 mit dem Gitarristen Paul Maryashin (ex-Imperial Age) liiert. Am 2. Juli 2021 wurde die Hochzeit bekanntgegeben.

## Diskografie

### Mit Imperial Age
Alben
- 2018: The Legacy of Atlantis (Studioalbum)
- 2019: Live in Wrocław (Livealbum)
- 2020: Live on Earth – The Online Lockdown Concert (Livealbum)
- 2022: New World

Videoalben
- 2020: Live on Earth – The Online Lockdown Concert (Live-DVD)

Singles/Musikvideos
- 2019: The Legacy of Atlantis

### Als Solokünstlerin (KiaRa)
Studioalben
- 2020: Storyteller
- 2022: Archangel

Videoalben
- 2021: Online Winter Show (DVD)

Singles/Musikvideos
- 2019: Loneliness
- 2020: Birth and Death
- 2021: Last Goodbye
- 2021: Heaven and Hell

### Mit The Mystic Euphoria Project
Singles/Musikvideos
- 2021: The Eyes of the Father